# The fragile state of inbetween
The fragile state of inbetween is het eerste studioalbum van Rhys Marsh and the Autumn Ghosts. Dat laatste is niet zozeer een vastliggende muziekgroep, maar een constant wisselend muziekgezelschap. Het album is opgenomen van augustus 2006 tot juli 2008 in geluidsstudio’s verspreid over de gehele wereld van Trondheim tot Tokio, waarbij de vraag rijst of de leden elkaar wel altijd hebben gezien tijdens de opnamen.

## Musici
- Rhys Marsh – zang, gitaar
- Takashi Mori – slagwerk (1, 2, 3, 5, 6, 7, 10)
- Francis Booth – basgitaar (1, 8, 10)
- Natalie Rozario – cello, orkestratie (1, 7, 8, 10)
- Anna Giddey – viool (1, 7, 8, 10)
- Ketil Vestrum Einarsen – dwarsfluit (1, 3, 5)
- Jo Fougner Skaansar – contrabas (2, 3, 4, 5, 6)
- Charlie Stock – altviool (2, 5)
- Mattias Olsson (van Änglagård) – mellotron, electronica (2, 4)
- Åsa Börrefors – spreekstem (3, 5)
- Tetsuroh Konishi – trompet (3, 8)
- Nicklas Barker (van Änglagård) – mellotron (5, 6, 9)
- Jess Bryant – zang (8, 10)
- Andy Raeburn – slagwerk (8, 10)
- Steve Honest – pedal steel guitar (8, 10)
- Mia Silvas – dwarsfluit (10)

## Muziek
| Nr. | Titel                         | Duur |
| --- | ----------------------------- | ---- |
| 1.  | Can’t stop de dreaming        | 4:34 |
| 2.  | Don’t break your heart        | 4:55 |
| 3.  | When all’s done               | 3:12 |
| 4.  | All light fades               | 3:04 |
| 5.  | Lit by light                  | 7;37 |
| 6.  | I watched, as you disappeared | 2:55 |
| 7.  | Liquorice kiss                | 3:32 |
| 8.  | As I see you there            | 4:48 |
| 9.  | Undone                        | 4:38 |
| 10. | Spoken                        | 8:27 |